# استعمارية

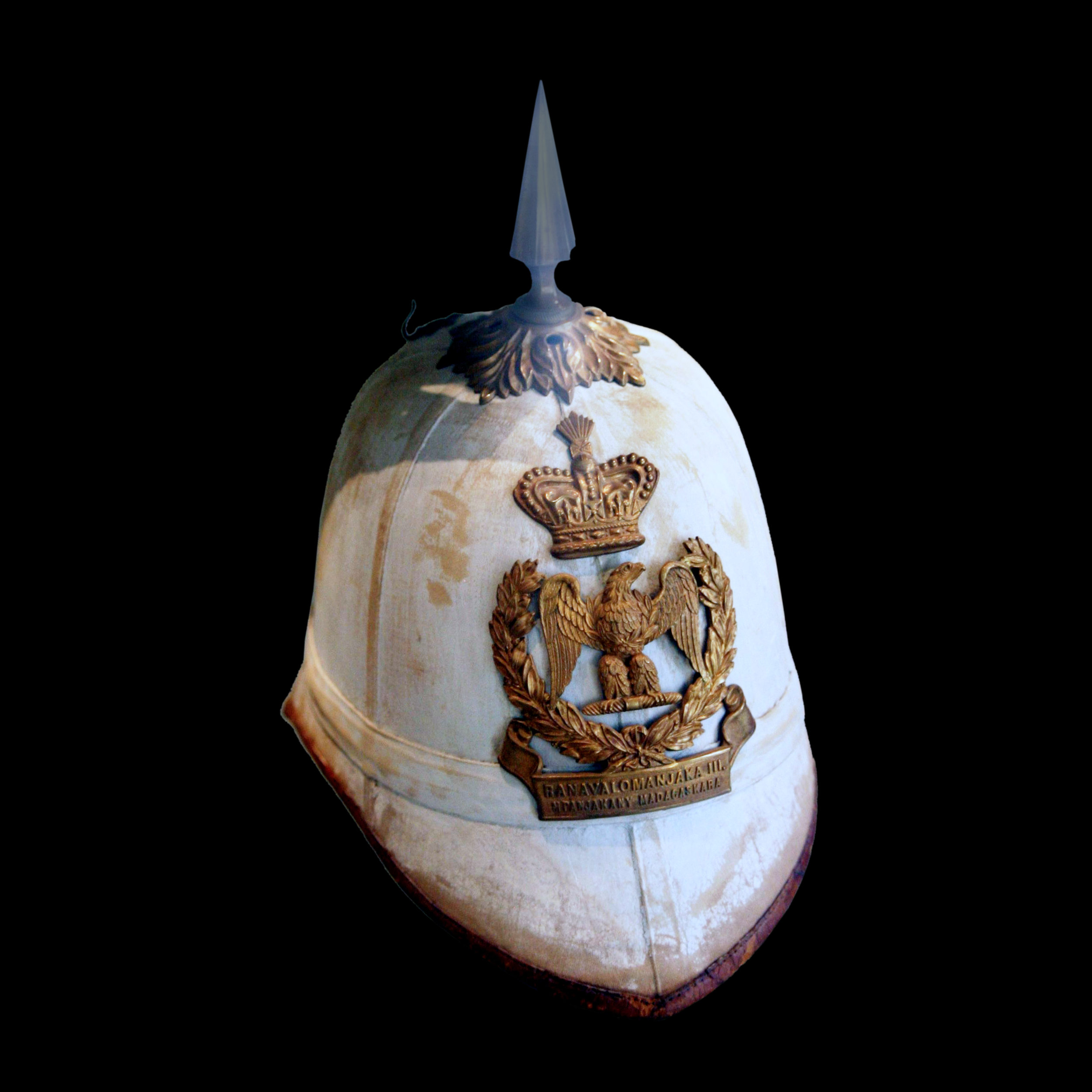
خوذة اللباب المستخدمة في عهد الإمبراطورية الفرنسية الثانية تعد رمز الاستعمارية أو الكولونيالية في الأراضي الاستوائية

الاستعمارية أو الكولونيالية (بالإنجليزية: Colonialism)‏ هي ممارسة أو سياسة للسيطرة على أشخاص أو مناطق أخرى من قبل شعب محدد أو سلطة ما، غالبًا عبر إنشاء المستعمرات، وبهدف الهيمنة الاقتصادية. وفي عملية الاستعمار، قد يفرض المستعمر دينه ولغته واقتصاده وممارساته الثقافية الأخرى. ويحكم المسؤولون الأجانب المنطقة سعيًا وراء مصالحهم، وذلك للاستفادة من موارد وشعوب المنطقة المستعمَرة. وترتبط الاستعمارية بالإمبريالية، ولكنها مختلفة عنها.
على الرغم من وجود الاستعمار منذ العصور القديمة، إلا أن هذا المفهوم يرتبط ارتباطًا وثيقًا بالفترة الاستعمارية الأوروبية، التي بدأت في القرن الخامس عشر عندما أنشأت بعض الدول الأوروبية إمبراطوريات استعمارية.
في البداية، اتبعت الدول الأوروبية المستعمرة سياسات الإتجارية، التي تهدف إلى تعزيز اقتصاد البلد الأم، لذلك عادة ما تفرض الاتفاقيات على المستعمرة أن تكون التجارة فقط مع المتروبل (الدولة الأم). وبحلول منتصف القرن التاسع عشر، تخلت الإمبراطورية البريطانية عن الإتجارية والقيود التجارية واعتمدت مبدأ التجارة الحرة، مع القليل من القيود أو الرسوم الجمركية.
كانت البعثات التبشيرية المسيحية نشطة في جميع المستعمرات التي يسيطر عليها الأوروبيون تقريبًا، لأن الدول الاستعمارية كانت مسيحية.
حسب المؤرخ فيليب هوفمان بحلول عام 1800، قبل الثورة الصناعية، كان الأوروبيون يسيطرون بالفعل على 35% على الأقل من الكرة الأرضية، وبحلول عام 1914، سيطروا على 84% من الكرة الأرضية. وفي أعقاب الحرب العالمية الثانية تراجعت القوى الاستعمارية بين عامي 1945 و1975؛ وخلال تلك الفترة نالت جميع المستعمرات تقريبًا استقلالها، ودخلت في علاقات استعمارية متغيرة، تسمى علاقات ما بعد الاستعمار والاستعمار الجديد.
واصلت ما بعد الاستعمارية والاستعمار الجديد أو غيرتا العلاقات وأيديولوجيات الاستعمار، لتبرير استمراره عبر مفاهيم مثل التنمية والحدود الجديدة، كما هو الحال في استكشاف الفضاء الخارجي بهدف استعماره.

## التعريفات
يُعرّف قاموس كولينز الإنجليزي الاستعمار بأنه «الممارسة التي من خلالها يسيطر بلد قوي بشكل مباشر على البلدان الأقل قوة ويستخدم مواردها لزيادة قوته وثروته». ويعرّف قاموس وبستر الموسوعي الاستعمار بأنه «نظام أو سياسة أمة تسعى إلى توسيع سلطتها أو الاحتفاظ بها على أشخاص أو أقاليم أخرى». فيما يقدم قاموس ميريام وبستر أربعة تعريفات، بما في ذلك «شيء يصف المستعمرة» و«سيطرة قوة واحدة على منطقة أو أشخاص تابعين». ويأتي اشتقاق كلمة «مستعمرة» من الكلمة اللاتينية كولونيا-colōnia «مكان للزراعة».
تستخدم موسوعة ستانفورد للفلسفة المصطلح «لوصف عملية الاستيطان الأوروبي والسيطرة السياسية على بقية العالم، بما في ذلك الأمريكيتان وأستراليا وأجزاء من أفريقيا وآسيا». ويناقش التمييز بين الاستعمارية والإمبريالية والاحتلال ويذكر أن «صعوبة تعريف الاستعمارية تنبع من حقيقة أن المصطلح يستخدم غالبًا كمرادف للإمبريالية. وكل من الاستعمارية والإمبريالية شكل من أشكال الاحتلال الذي كان من المتوقع أن يؤدي إلى استفادة أوروبا اقتصاديًا واستراتيجيًا»، ويتابع «نظرًا إلى صعوبة التمييز باستمرار بين المصطلحين، سيستخدم هذا الإدخال الاستعمارية على نطاق واسع للإشارة إلى مشروع الهيمنة السياسية الأوروبية من القرن السادس عشر حتى القرن العشرين الذي انتهى بحركات التحرير الوطنية في الستينيات».
في مقدمة كتاب الاستعمارية: نظرة عامة نظرية ليورغن أسترهاميل، يقول روجر تينيور: «بالنسبة لأسترهاميل، فإن جوهر الاستعمارية هو وجود المستعمرات، التي تخضع بحكم التعريف للحكم بشكل مختلف عن المناطق الأخرى مثل المحميات أو مناطق النفوذ غير الرسمية». وفي الكتاب، يسأل أسترهاميل، «كيف يمكن تعريف (الاستعمارية) بشكل مستقل عن (المستعمرة؟)» ثم وضع تعريفًا من ثلاث جمل:
الاستعمارية هي علاقة بين أغلبية من السكان الأصليين (أو الوافدين بالقوة) وأقلية من الغزاة الأجانب. ويتخذ الحكام المستعمرون القرارات الأساسية التي تؤثر على حياة الشعب المستعمر وينفذونها، سعيًا وراء المصالح التي غالبًا ما تحدد في بلدان بعيدة. ويرفضون التسويات الثقافية مع السكان الذين استعمروهم، لأن المستعمرين مقتنعون بتفوقهم الشخصي وبتفويضهم المحتوم للحكم.

## أنواع الاستعمارية
غالبًا ما يميز المؤرخون بين مختلف الأشكال المتداخلة للاستعمارية، والتي يصنفونها إلى أربعة أنواع: الاستعمار الاستيطاني، والاستعمار الاستغلالي، والاستعمار البديل، والاستعمار الداخلي.
- الاستعمار الاستيطاني يتضمن هجرة واسعة النطاق، غالبًا بدوافع دينية أو سياسية أو اقتصادية. يهدف إلى حد كبير إلى استبدال أي مجموعة سكانية موجودة. وفيه يهاجر عدد كبير من الناس إلى المستعمرة بغرض البقاء وزراعة الأرض. مثل أستراليا، وكندا، والولايات المتحدة، ونظام الفصل العنصري في جنوب أفريقيا (وإلى حد أكثر إثارة للجدل إسرائيل)، وهي أمثلة على المجتمعات الاستعمارية الاستيطانية.[8][9][10][11]
- الاستعمار الاستغلالي، المعروف أيضًا باسم الاستعمار الزراعي أو الاستعمار الاستخراجي، ويشمل عددًا أقل من المستعمرين ويركز على استغلال الموارد الطبيعية أو العمالة لصالح البلد الاستعماري. تشمل هذه الفئة المحطات التجارية بالإضافة إلى المستعمرات الأكبر حيث سيشكل المستعمرون جزءًا كبيرًا من الإدارة السياسية والاقتصادية. وقبل نهاية تجارة الرقيق عبر المحيط الأطلسي وإلغاء عقوبة الإعدام على نطاق واسع، عندما كانت العمالة المحلية غير متوفرة، كان يجري استيراد العبيد في كثير من الأحيان إلى الأمريكيتين، أولًا عن طريق البرتغاليين، ثم فيما بعد من قبل الإسبان، والهولنديين، والفرنسيين، والبريطانيين.[12]
- الاستعمار البديل يدل على مشروع استيطاني تدعمه قوة استعمارية، وفيه لا ينتمي معظم المستوطنين إلى نفس المجموعة العرقية مثل السلطة الحاكمة.[13]
- الاستعمار الداخلي هو مفهوم القوة الهيكلية غير المتكافئة بين مناطق الدولة. فيأتي مصدر الاستغلال من داخل الدولة. ويتضح هذا في الطريقة التي قد تنتقل بها السيطرة والاستغلال من الدولة المستعمرة إلى السكان المهاجرين داخل دولة مستقلة حديثًا.[14]
- الاستعمار الوطني هو عملية تشمل عناصر من كل من الاستعمار الاستيطاني والداخلي، وفيه يرتبط بناء الأمة والاستعمار ارتباطًا تكافليًا، مع النظام الاستعماري الذي يسعى إلى إعادة صياغة الشعوب المستعمَرة إلى صورته الثقافية والسياسية. والهدف هو دمجهم في الدولة، ولكن فقط كانعكاس للثقافة المفضلة للدولة. وتعد جمهورية الصين في تايوان مثالًا عن المجتمع الاستعماري الوطني.[15]
- الاستعمار التجاري هو التركيز على السيطرة على العلاقات التجارية للمستعمرة. ومن الأمثلة الجيدة على الاستعمار التجاري هو الإجبار التجاري البريطاني بعد حرب الأفيون عام 1842 في الصين على فتح موانئ إضافية للتجارة الخارجية.

## التطور الاجتماعي والثقافي
نظرًا إلى أن الاستعمار غالبًا ما كان يقع في المناطق المأهولة مسبقًا، فقد تضمن التطور الاجتماعي والثقافي تكوين مجموعات سكانية مختلفة مختلطة عرقيًا. وأدى الاستعمار إلى ظهور مجموعات سكانية مختلطة ثقافيًا وعرقيًا مثل الميستيثو (الممزوجين) في الأمريكيتين، وكذلك السكان المنقسمون عرقيًا مثل الجزائر الفرنسية أو في رودسيا الجنوبية. في الواقع، في كل مكان حيث أقامت القوى الاستعمارية وجودًا ثابتًا ومستمرًا، كانت المجتمعات المختلطة موجودة.
تشمل الأمثلة البارزة في آسيا الشعوب الأنجلو بورمية، والأنجلو هندية، وشعب برغر، والسنغافوريون الأوراسيون، والمستيثو الفلبينيون، والكريستانغ، والماكانيون. وفي جزر الهند الشرقية الهولندية (إندونيسيا لاحقًا) كانت الغالبية العظمى من المستوطنين «الهولنديين» في الواقع من الأوراسيين المعروفين باسم الهندو أوروبيين، وينتمون رسميًا إلى الطبقة القانونية الأوروبية في المستعمرة.

## تعريف
تعرّف (الكولونياليّة) بمعنى (الهيمنة والسّيطرة) لدولةٍ ما على أراضي دولٍ أخرى وشعوبها، وقد درجتْ التّرجمات العربيّة على توصيفها (بالاستعمار والاستعماريّة). نشأ المصطلح بالتوازي مع ازدهار الرّأسماليّة كقوّة عملاقة صاعدة في العالم الغربي، والغزو الأوربي لآسيا وإفريقيا، ثمّ بلوغه المرحلة الأعلى، مع القطب الأمريكي المتعاظم، والمسمّاة ب (الإمبرياليّة) imperialism إذ وجد البعض فيها رديفاً له. وثمّة من ربط المفهوم ربطاً وثيقاً مع حركة التّنوير والاستكشاف والعقل المرافقة لتطوّر العلوم في القرن الثّامن عشر. وقد اتُّهِمَ مصطلح (مابعد الكولونيالية) post colonialism بأنّه يركّز على المابعد أكثر من المصطلح ذاته، رغم أنه مازال يتّسم بالتّقاليد الكولونياليّة نفسها بالمعنى (الجيوسياسي) كشأن بعض المفاهيم الأخرى (مابعد الحداثة، مابعد البنيويّة، العولمة) والسّياقات الثّقافيّة المرافقة لها، وما يرتبط منها مع قضايا جوهريّة تتعلّق بالهويّة والبنية الاجتماعيّة، كما يعتقد منظّروا الدّراسات (مابعد الكولونيالية) بأنّهاقد وجدت متنفّساً لها للظّهور على يد المفكّر العربي الكبير (إدوارد سعيد) وكتابه (الاستشراق) orientalism الذي يؤكّد أنّ علاقات الهيمنة بين الشرق والغرب قد أنتجتْ خطاب الآخر الكولونيالي، كما كانت هي ذاتها نتاجاً لهذا الخطاب، ذلك أنّ الشّرق الذي كان يعرف من خلال المجازات والاستعارات الّلغوية قد أعاد إنتاج خطاب الهيمنة ذاته، بقبوله لهذا الخطاب وتمثّله له ليغدو شرطاً طبيعيّاً لما يسمّى ب (العالم المستعمَر) لا كحصيلةٍ للقوى (الجيوسياسيّة) التي أنتجته لتبرير سيطرتها على العالم واقتصاده وثقافته. وقد ركّز (سعيد) أكثر على الخطاب الإمبريالي مهملاً الطريقة التي تلقّت بها الشّعوب مثل هذا الخطاب أو إسهاماتها فيه أو تعديله أو تحدّيه. وعلى الرغم من هذا النقص فإنّه ألهم الكثيرين لكتابةِ ( التّاريخ من الأسفل)، أو لاستعادة تجارب أولئك المهمّشين الذين كانوا حتى الآن (مخفيّين من التاريخ). هذه الرغبة في التّعبير عن وجهة نظر المسحوقين ليست جديدة، فقد حاول الماركسيّون ومناصرو النسوية ومؤرّخو الّليبرالية من قبل، إيصال صوت المظلومين بأشكالٍ مختلفةٍ، وهذا ما لاحظه (جان بودريّار) أنّ الجماهير هي فكرة متكرّرة في كلّ خطاب، وهي هاجس كلّ مشروع اجتماعي، يدّعي أنّه يجعل المظلومين يتكلّمون، وهو يعتقد أنّ هذه المشاريع ستفشل، لأنّ الجماهير لا يمكن أن تمثّل. وبرأي (هومي بابا) فإنّ تسليط الضوء على تشكيل الذّوات الكولونيالية بوصفها عملية لاتتحقق أبداً بصورة كاملة، يساعدنا في تصحيح تركيز (سعيد) على الهيمنة، وعلى قوة ( المستعمَر أو التّابع). وباعتماد (بابا) على منهج (لاكان) في التحليل النفسي للذّات والّلغة، فهو يعتقد بأن الخطاب الكولونيالي لايمكنه العمل على نحو سلس، كما يوحي كتاب (سعيد) عن (الاستشراق). وفي عملية إيصال الخطاب فإنّه يتمّ تخفيفه وتهجينه، ذلك أن الهويات الثابتة التي تسعى الكولونيالية لفرضها على الأسياد والعبيد أصبحت في الواقع غير مستقرة، فلا توجد أية معارضة دقيقة بين (المستعمِر والمستعمَر). كلاهما محجوز ضمن تبادلية معقدة، ويمكن للذوات الكولونيالية التفاوض على ثغرات الخطابات المهيمنة بطرق مختلفة. وثمة نقاد آخرون يشيرون إلى وجهات النظر مابعد البنيوية والتحليلية النفسية والتفكيكية في عمل (سعيد)، وتلك الموجودة في عمل النقاد مابعد الكولونياليين لاحقاً، التي تعتبر المسؤولة عن عدم القدرة على تفسير أصوات المعارضة. وقد تذمّر (ديرليك) من تركيز النقد مابعد الكولونيالي على (الذات) مابعد الكولونيالية، لاستبعادها وجود تفسير للعالم خارجها، لأن الماركسيين ومابعد البنيويّين يتفقون في الواقع على أن الذات والعالم الموجود خارجها لايمكن فصلهما بسهولة، فالفروق بينهما لها علاقة باختلاف التصورات عن الذات الفاعلة الكولونيالية منها ومابعد الكولونيالية وبالطريقة التي يحدد العالم هذه الذات. أمّا (سبيفاك) فقد اعتمدت طريقة (ديريدا) في تحليل الكولونيالية، في مقالة لها بعنوان (هل يمكن للتابع أن يتكّلم) ترى أنه يستحيل بالنسبة لنا استعادة صوت (التابع) أوصوت الذات المظلومة الكولونيالية، ثم تتابع بأن ناقداً راديكالياً ك (فوكو) يقلل من أهمية (الذات الإنسانية) معرّض للاعتقاد بأنّ الذوات المظلومة يمكن أن تتحدث عن نفسها، لأنه لا يوجد لديه تصور عن مدى (القمع الكولونيالي) خصوصاً للطريقة التي تتقاطع تاريخيّاً مع (النظام الأبوي). ثم تستشهد (سبيفاك) بالنقاشات الكولونيالية حول حرق ( الأرملة) في الهند لنفسها، لتوضّح وجهة نظرها التي مفادها بأنّ طريقة عمل الكولونيالية والنظام الأبوي في الواقع تصعّب جدّاً بالنسبة ( للتابع ) الذي هو هنا الأرملة الهندية التي تحرق نفسها في محرقة زوجها/ أن يتكلّم أو يُسمع صوته/ فالنّساء الأرامل، أصوات وذوات غائبة، وتقرأ (سبيفاك) ذلك بأنّه يرمز لصعوبة استعادة صوت (الذات المظلومة)، وأنه دليل على عدم وجود مساحة يمكن للذات التابعة من خلالها أن تتحدّث. وتتابع المؤلّفة أنها حاولت إظهار أهمية عمل بعض المفكرين في الحركات المناهضة للاستعمار، وكيف يمكن إيجاد مكانة لهذا العمل ضمن شبكة من الأفكار الأوسع أو شبكة لاتسمح لنا بإيجاد تضادّات سهلة بين الماركسية وما بعد البنيوية، أو بين الفكر الاقتصادي والنقد الثقافي، أو بين الغرب وغير الغرب.

## معرض صور

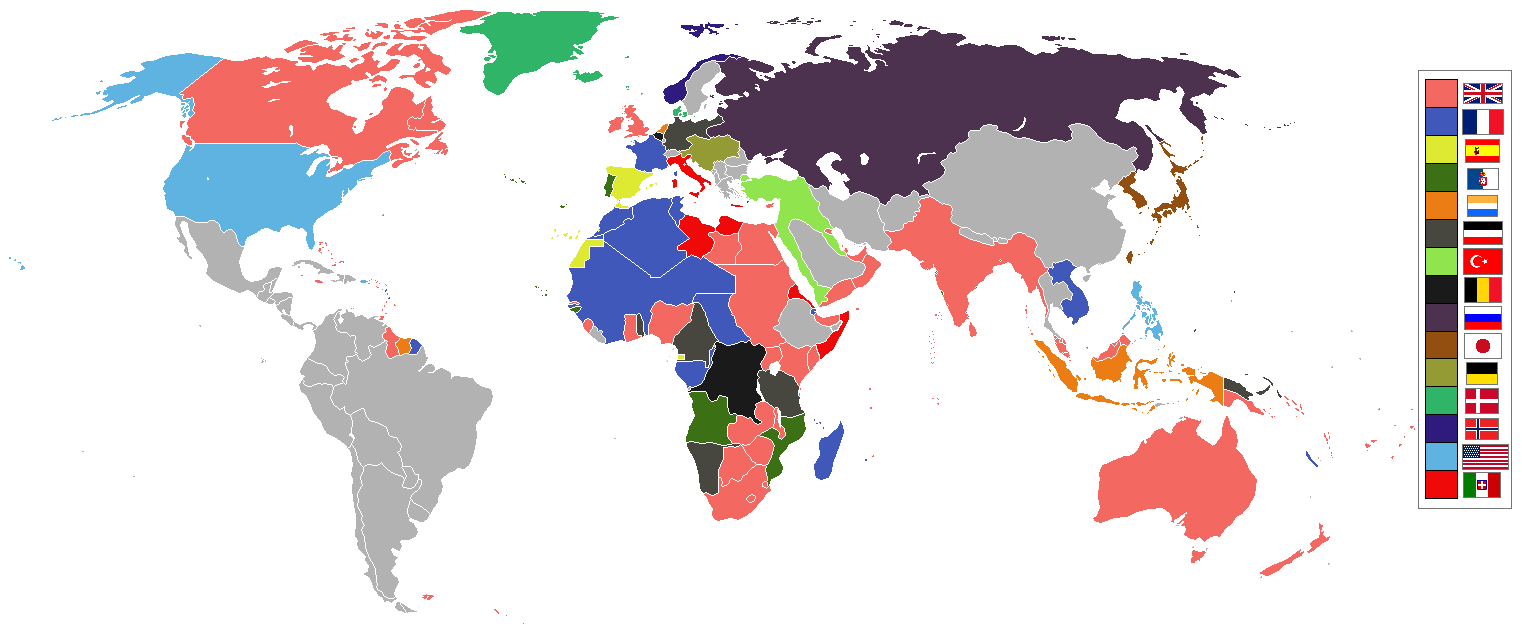
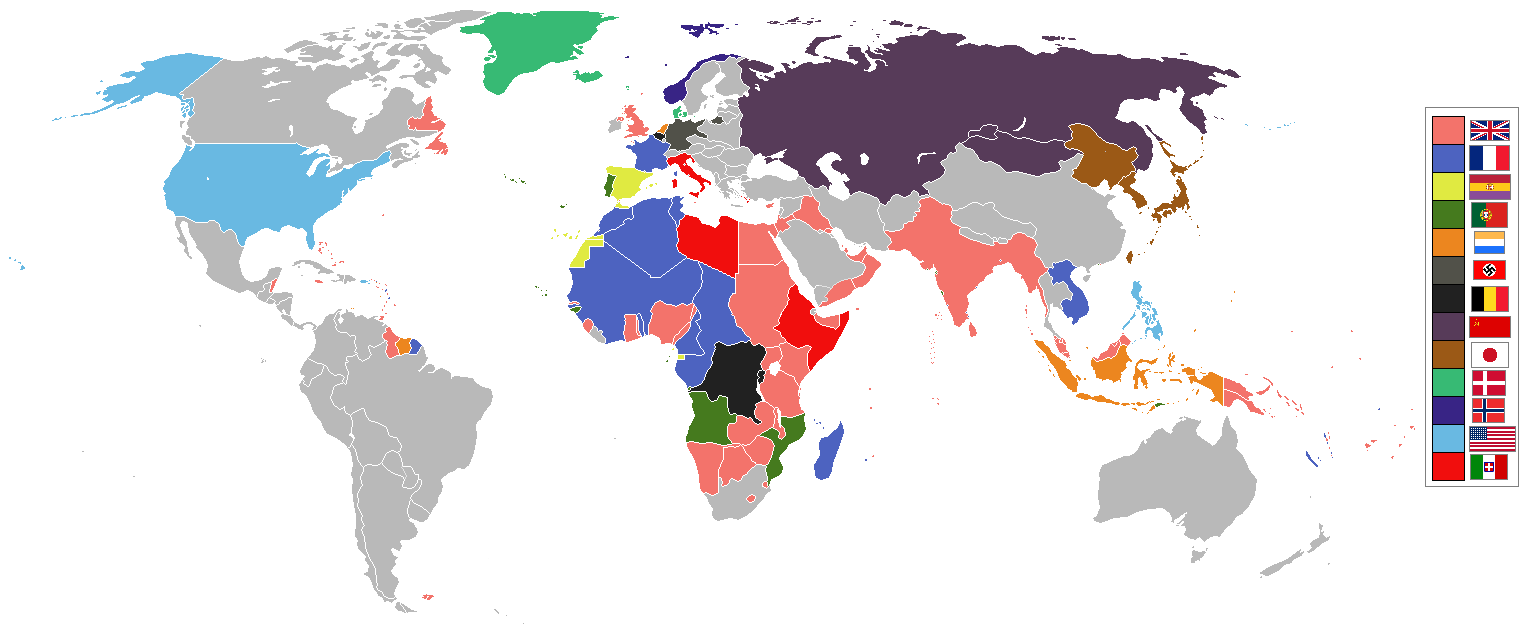
القوى والمستعمرات العالمية قبل الحرب العالمية الثانية
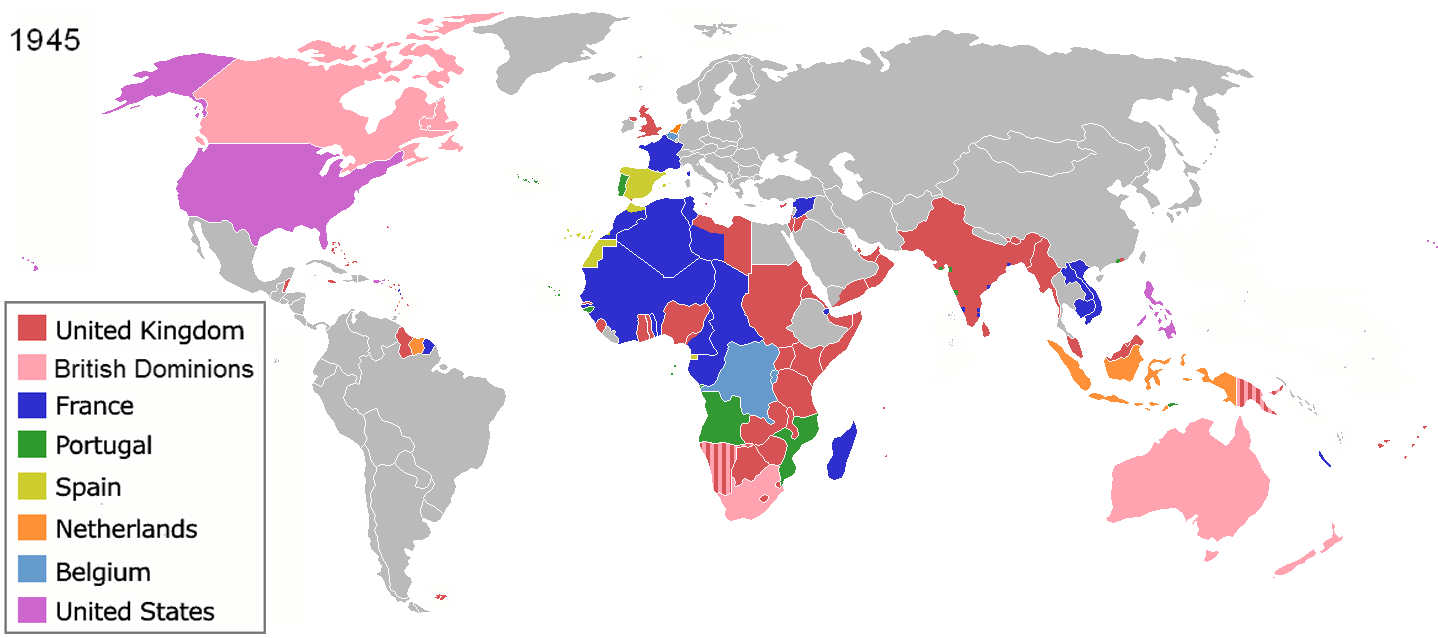